# Aspidistra nikolaii
Aspidistra nikolaii är en sparrisväxtart som beskrevs av Leonid Vladimirovitj Averjanov och Tillich. Aspidistra nikolaii ingår i släktet Aspidistra och familjen sparrisväxter. Inga underarter finns listade i Catalogue of Life.